# Oh My Love
〈Oh My Love〉(오 마이 러브)는 존 레논과 오노 요코가 쓴 노래로 1971년에 레논의 《Imagine》에 수록되었다. 이 곡은 《Imagine》에서 작사 작업을 하는 유일한 곡이다.

## 대중 매체
이 노래는 《리틀 달링스》와 《하트 브레이커스》의 두 편의 영화에서도 사용되었다. 이 노래는 텔레비전 쇼인 《길모어 걸스》의 첫 시즌 사운드 트랙에 담겨 있다.

## 참여 인원
- 존 레논 – 보컬, 피아노
- 조지 해리슨 – 일렉트릭 기타
- 니키 홉킨스 – 일렉트라 피아노
- 클라우스 부어만 – 베이스
- 앨런 화이트 – 드럼